# سارة فلاك
سارة فلاك (بالإنجليزية: Sarah Flack)‏ هي مونتيرة أمريكية، ولدت في القرن العشرين.

## وصلات خارجية
- سارة فلاك على موقع IMDb (الإنجليزية)
- سارة فلاك على موقع ألو سيني (الفرنسية)
- سارة فلاك على موقع أول موفي (الإنجليزية)
- سارة فلاك على موقع قاعدة بيانات الأفلام السويدية (السويدية)
- سارة فلاك على موقع قاعدة بيانات الفيلم (الإنجليزية)
- سارة فلاك على موقع كينوبويسك (الروسية)